# 대한독립촉성농민총연맹
대한독립촉성농민총연맹(大韓獨立促成農民總聯盟)은 '대한독립촉성노동총연맹' 산하의 농민총국이 확대·발전되어 1947년 8월 31일 결성된 우익 농민운동 조직이다.
초대 총재는 이승만이었으며, 강령은 '농민대중의 복리와 사회적 지위 향상, 국민경제 재건과 만민공생의 균등사회 건설, 민주주의적 자주독립국가 건설로써 세계평화에 공헌함' 등이었다.

## 주요 활동
- 대(對) 공산당투쟁: 전국에서 좌익계의 농민운동조직인 '전국농민조합총연맹'의 파괴활동
- 소작쟁의 및 조정: 전국에서 제기된 지주와 농민 사이의 소작쟁의, 미군정의 추곡수집과 관련한 분쟁, 신한공사(新韓公社)의 폐해를 둘러싼 갈등에 대한 조정과 해결
- 선거운동: 각급 조직망을 통하여 5·10 총선거에 농민들을 동원하여 투표에 참가하게 하였는데, 경기, 충남, 전북, 전남, 경북에 10명의 후보를 내어서 그 중 2명을 제헌국회의원에 당선시킴
- 농지개혁의 추진: 농지개혁에 대하여 좌익과 다른 대안의 제시 및 추진
- 농민계몽: 순회강연회·농산품 품평회 등을 개최하여 농민계몽과 증산의욕 앙양에 노력
- 농학촌(農學村)건설 운동: 농촌지도자를 양성할 계획으로 각종 농민교육기구를 조직하여 농촌청년들을 훈련
- 농업도서출판: 기관지 〈새농민〉을 비롯하여 〈영농법〉·〈이상농촌〉·〈감자농사〉·〈농민의 노래〉 등 15종의 출판물 간행·배포
- 초기 협동조합운동: 농민후생조합을 조직하고 생산공장으로부터 고무신·낙면(落綿: 솜을 틀 때 생기는 솜부스러기)·비누 등 생활필수품을 직접 구입하여 농촌에 싼값으로 배급

## 역대 총선 결과
| 실시년도 | 선거     | 국회정원 | 당선자 현황 (지역구 당선/후보) | 득표   | 득표율 |
| -------- | -------- | -------- | ------------------------------ | ------ | ------ |
| 1948년   | 1대 총선 | 200      | 2 / 10                         | 59,145 | 0.87%  |

## 의의
대한독립촉성농민총연맹은 1차적 활동목표가 농민의 권익신장에 있었다기보다는 좌익농민운동조직과의 싸움에 있었다. 따라서 이 연맹은 좌익농민운동조직이 모두 없어진 정부수립 이후에는 아무런 활동도 하지 못한 채 내부권력다툼으로 우왕좌왕하다가 1950년대초에 해산, 대한농민회로 재편되었다.